# Gilgamesh II
Gilgamesh II foi uma minissérie de história em quadrinhos norte-americana de quatro edições lançada em 1989 pela DC Comics. Foi escrita e desenhada por Jim Starlin.